# Symmetrodes platymelas
Symmetrodes platymelas är en fjärilsart som beskrevs av Turner 1940. Symmetrodes platymelas ingår i släktet Symmetrodes och familjen björnspinnare. Inga underarter finns listade i Catalogue of Life.